# Томизм
Томи́зм (часто также фоми́зм) — ведущее направление в католической мысли.
Томизм выступает теистической версией аристотелизма. Основные идеи томизма изложены в трактате Фомы Аквинского «Сумма теологии». Доктрина томизма выступает не столько учением о догматах веры, сколько учением о способах постижения этого учения посредством разума.

## История
В XIII веке в доминиканском ордене преобладал томизм. Центром томизма становятся прежде всего Париж и Неаполь, позже — Авиньон. Начиная с XV века схоластика проявляется прежде всего в форме томизма. Томизм делится на два направления: на ортодоксальный, отвергающий какую-либо модернизацию, и «ренессансный», допускающий соединение томизма с новыми гуманистическими течениями. Первое направление представлено итальянским томизмом, в частности, Филиппо Барбьери из Сиракуз (1426—1487), второе — испанским томизмом, который пытался развивать апологетику с точки зрения новых потребностей церкви. Среди испанских доминиканцев выделяется прежде всего Франсиско де Виториа, среди иезуитов Франсиско Суарес, который некоторые гносеологические взгляды номиналистов объясняет с позиции реализма. В стремлении сблизить томизм с гуманистической философией Суарес пытается разделить и в то же время соединить метафизические вопросы и естественнонаучные исследования. В области социальной и политической он приближается к признанию республиканского устройства. Народ, который принял светскую власть от Бога, является её первым субъектом и тогда, когда он выбирает своего правителя.
Папа Лев XIII в энциклике от 4 августа 1879 года «Aeterni Patris» объявил томизм нормой католической теологии. Его преподавание в духовных учебных заведениях стало обязательным. Через год в Риме была открыта академия св. Фомы Аквинского, которую доверили ордену доминиканцев.
В 1914 году по распоряжению папы Пия X издаются «24 томистских тезиса».
Безраздельное господство томизма в католическом мировоззрении продолжалось до Второго Ватиканского собора.

## Онтология
По большому счету, томизм является "онтологией", учением о бытии

### Акт и потенция
Первой и основной категорией онтологии томизма является понятие Бога как первой реальности, обеспечивающей и объясняющей силы всех других вещей, Бога — как полной реализации бытия. Томизм проводит различения бытия вообще (лат. esse) от конкретного бытия (лат. ens).
Ключевым отношением в онтологии высшего порядка выступает отношение акта (лат. actus) и потенции (лат. potentia), где акт — не действие, но само существо бытия — действительность. Потенциальное бытие — бытие, ещё не ставшее, но становящееся.

### Сущность и существование
Конкретизацией различия акта и потенции является различие сущности (essentia или лат. quidditas: «чтойность») и существования (existentia). Совпадают они в вещах, но достигают подлинного тождества лишь в Боге, который не сущность, но Сущий. Сущность — это возможность, потенция вещи, тогда как существование — это её действительность, актуализация.

### Форма и материя
Согласно Бохеньскому, томизм стоит на точке зрения гилеморфизма, утверждающего, что всякое материальное бытие состоит из материи и формы, детерминирующей эту материю. Но материя и форма порознь не существуют.
Материя относится к форме как потенция к акту. Материя вносит в форму и присущую форме идеальную всеобщность — конкретизирующий «принцип индивидуации». Чистая или первая материя (лат. materia prima) как пустая возможность балансирует на грани небытия, тогда как предельная форма или форма форм — это Бог.
Форма — это сущность, которая, заметим это, начинает существовать, только воплощаясь в какой-либо материи и выходя таким образом из состояния абстракции. В конечном счёте мы подойдём к тому, что «форма» — это содержательная сторона вещи (essentia), то есть сущность, которая поддаётся пониманию и определению.

## Гносеология
Томизм разграничивает области философии и теологии: предметом первой являются «истины разума», а второй — «истины откровения». Вера и разум не могут противоречить друг другу, поскольку то и другое — от Бога. Философия находится в услужении у теологии и настолько же ниже её по значимости, насколько ограниченный человеческий разум ниже божественной премудрости. Истину томизм трактует как «соответствие вещи и разума»:
Veritas est adaequatio rei et intellectus
В споре об универсалиях томизм избирает средний путь умеренного реализма, которому учил Аристотель. Он признаёт, что «общих сущностей» нет и что индивидуальные отличия предметов и составляют их природу. Тем не менее, общее «существует» в предметах и разум извлекает его из них, поскольку идеи могут быть рассматриваемы как мысли Божества и деятельность их опосредствованно проявляется в предметном мире. Таким образом, признаются три рода универсалий:
- ante rem (до вещей) — поскольку они суть мысли Бога,
- in re (в вещах) — поскольку они составляют общую сущность вещей
- post rem (после вещей) — поскольку ум человека извлекает их из предметов и образовывает понятия.

## Антропология
Антропология томизма исходит из представления о человеке как комбинации души (лат. anima) и тела. Душа нематериальна и субстанциальна, однако получает завершающее осуществление лишь через тело. Человеческая душа — не просто «двигатель» тела, но его субстанциальная форма. Томизм также утверждает, что душа едина и неделима и поэтому не исчезает после смерти тела. Душа бессмертна. В конечном счёте, она независима от тела.
Двумя главными функциями человеческой души является познание и воля. Воля понимается как активирующая сила, которая следует за познанием. Познание постигает, что есть добро и что, следовательно, является целью, а затем для её достижения начинает действовать воля. Познание является первичным, а воля понимается как импульс, который зависит от того, что установлено в качестве цели. Таким образом, томизм выражает позицию так называемого интеллектуализма в понимании человека и его поведения. Разум превыше воли (см. 21 тезис томизма). Тем не менее только в Боге он сущность, в человеке же — потенция сущности. Таким образом, не «интеллект мыслит», но человек мыслит «при посредстве» интеллекта. При этом интеллект (разум) господствует над волей.

## Космология
Мир Фома представлял в виде лестницы («иерархии бытий»):
1. — неорганические творения (камни, земля, воздух и т. п.)
2. — растения,
3. — животные,
4. — человек,
5. — ангелы,
6. — Бог как вершина, причина, смысл и цель всего сущего.

## Пять доказательств бытия Бога
В «Сумме теологии» (I, Q.2, art.3) приводятся пять онтологических доказательств бытия Бога:
1. Argumentum ex motu — от движения. Если всё движется, то должна быть причина движения (неподвижный «перводвигатель»)
2. Argumentum ex ratione causae efficientis — от производящей причины. Всё имеет причину, но причина причин есть Бог.
3. Argumentum ex contingentia — от необходимости и случайности: случайное определяется необходимостью — Богом;
4. Argumentum ex gradu — от градации. Всё стремится к совершенству, но предельное совершенство есть Бог.
5. Argumentum ex fine — от финала. Если всё стремится к некому финалу, то предельный финал есть Бог.

## Этико-политические воззрения
Томистская этика — это этика цели. Среди условий, необходимых для того, чтобы человеческое действие было нравственно хорошим, главным является его подчинённость доброй цели. Учение о добродетели (virtus) и навыке (hexis) занимает важное место в этике томизма, где добродетель — это «действенный навык, навык блага и действенного достижения блага» лат. habitus operativus, est bonus habitus et boni operativus.
Для этики томизма характерно учение о «естественном законе» (лат. lex naturalis), вложенном Богом в сердца людей и описываемом в духе этики Аристотеля; над ним надстраивается «божественный закон» (лат. lex divina), который превосходит «естественный закон», но не может ему противоречить. Томизм подчёркивает, что язычники знали о добродетели и практиковали её, поскольку это соответствовало человеческому естеству. Речь идёт о естественных добродетелях, формируемых упражнениями в нравственно хороших поступках. В результате человек приобретает устойчивую привычку совершать их. Таковы добродетели язычников. Добродетели же, привнесённые христианством, совершенно иной природы. Таким образом, существует двойное различение добродетелей: во-первых, различение добродетелей богословских и нравственных, а во-вторых, различение нравственных добродетелей естественных и сверхъестественных. Богословские и сверхъестественные нравственные добродетели объединяет то, что они не приобретаются и не могут быть приобретены упражнением в делании добра. Главной богословской добродетелью является любовь (лат. caritas).
Среди интеллектуальных добродетелей в томизме выделено четыре:
- умное восприятие (intellectus),
- знание или наука (scientia),
- мудрость (sapientia)
- благоразумие (prudentia).

В трактате «О правлении государей» соединяется восходящие к Аристотелю представления о человеке как общественном существе, об общем благе как цели государственной власти, о моральном добре как середине между порочными крайностями.

## Эстетика
Согласно Максу Дворжаку, томизм исходит из троякого представления о красоте, которая необходимо содержит такие атрибуты как «ясность» (claritas), «цельность» (integritas) и «согласованность» (consonantia).

## Направления томизма
Последнее возрождение томизма начинается с середины XIX века (неотомизм) — А. Штёкль, М. де Вульф, Д. Мерсье, У. Ньюмен, Т. Либераторе и др. Современный томизм представляет собой теологическую интерпретацию новейшего естествознания, попытки соединить учение Фомы Аквинского с философскими идеями Иммануила Канта, Георга Гегеля, Эдмунда Гуссерля, Мартина Хайдеггера и др.
- Трансцендентальный томизм (Марешаль, Раннер).[8]
- Экзистенциальный томизм (Маритен, Жильсон, Гогач)[9]
- Аналитический томизм (Макинтайр)
- Люблинская школа неотомизма[10]

## Критика
В начале своего существования томизм натолкнулся на резкую критику августинианства и в 1277 году был официально осуждён церковно-университетскими инстанциями Парижа и Оксфорда, однако уже к XIV веку получил признание в различных школах доминиканского ордена.
Против томизма выступали последователи Иоанна Дунса Скота, Вильгельма де ла Марса, Р. Бэкона, группировавшиеся вокруг францисканского ордена.